# Ordine del coraggio (Vietnam)
L'Ordine del coraggio è un'onorificenza del Vietnam.

## Storia
L'Ordine è stato fondato il 26 novembre 2003.

## Assegnazione
L'Ordine è conferito postumo o a singoli, ufficiali e soldati, miliziani e di altri gradi militari, senza distinzione di età, che hanno agito con coraggio nel salvataggio di persone, dei beni dello Stato e del popolo.

## Insegne
- Il  nastro è rosso con due strisce verdi sui bordi.